# Nice Peter
Nice Peter, właśc. Peter Alexis Shukoff (ur. 15 sierpnia 1979) – amerykański komik, muzyk i osobowość internetowa. Twórca muzyczno-komediowych kanałów NicePeter i ERB, na których prowadził serię Epic Rap Battles of History. 1 stycznia 2016 roku liczba subskrypcji kanału NicePeter wynosiła 2 640 282.

## Życiorys
Rozpoczynał swoją karierę jako iluzjonista na imprezach urodzinowych w Rochester, Nowy Jork.
W latach 90. zarabiał jako komik-muzyk. Grał w zespole z Dante Cimadamore, dając improwizowane koncerty muzyczne w lokalnych barach. Brał też udział w pojedynkach freestyle’owych. Na jednym z nich poznał Lloyda Ahlquista (EpicLLOYD), który przyjął go do grupy Mission IMPROVable, również zajmującą się improwizowaną komedią. W 2009 roku grupa założyła M.I.’s Westside Comedy Theater.
11 lipca 2006 roku założył kanał na YouTube o nazwie NicePeter, którego głównym tematem także była muzyka i komedia.
W 2010 roku wraz z Lloydem Ahiquistem i Zachiem Sherwinem stworzył serię Epic Rap Battles of History, która z czasem doczekała się własnego kanału – ERB – cieszącym się obecnie jedną z największych popularności na YouTube oraz została nagrodzona Streamy Awards i Złotymi Płytami.
Shukoff i Lloyd nagrali specjalny freestyle na potrzeby filmu SpongeBob: Na suchym lądzie, a także udzielili gościnnego występu w jednym z odcinków Honest Trailers, serii tworzonej przez Screen Junkies.
Jego pseudonim, Nice Peter, został mu nadany na jednej z imprez w stylu open mic w Chicago i miał bardziej ironiczny wydźwięk ze względu na nieprzyzwoitą treść występu Shukoffa.
W opisie jednego z odcinków Epic Rap Battles of History – Rasputin vs Stalin – napisał, że ma rosyjskie korzenie.

## Dyskografia

### B-Sides for Kate
1. All I Got (the Christmas Song)
2. I’m Just a Man
3. High With Pauly
4. My Favorite Bar
5. Chuck Norris
6. Spanglish (unreleased full band recording)
7. Sarah Palin

### Live in Preston
1. Intro
2. Smoke That Weed
3. Daniel the Boyfriend
4. Knickers
5. The Redwings
6. 50 Cent is a Pussy
7. F$%k London
8. Spanglish
9. Cover Bands
10. Tru Gangster
11. Chavs
12. If You Really Love Me
13. White Trash Woman
14. My Right Hand
15. The Bush Song
16. Mystery of the Clitoris
17. I Quit, You Fat Mother F$%cker

### Songs about people
1. I Fell Asleep on her Boobs
2. Bald Guy
3. Cell Phones
4. Put Your Coat On
5. Cover Bands
6. Jennifer
7. Porn Star
8. Friends
9. Hard To Stay
10. Radical Muslim Penpal
11. Sugar Momma
12. The Masterpiece Part II (bonus)
13. Superman Socks

### Songs For Moms
1. The Bush Song
2. Spanglish
3. Tru Gangster
4. I Quit, You Fat Mother F$%cker
5. My Right Hand
6. If You Really Love Me
7. Old and Fat Together
8. Popsi
9. Make Up Sex
10. Smoke That Weed

### Suburban Highschool
1. White Trash Woman
2. Suburban Highschool
3. F**k Guitar Center
4. Snufulupugus
5. 50 Cent is a Pussy
6. You Shouldn’t Have Pissed Me Off
7. STD Test
8. It’s Time to be Gay
9. The Masterpiece
10. Mystery of the C**t
11. Dude, I’m So High